# 1903 w literaturze
Wydarzenia literackie w 1903 roku.

## Wydarzenia
- zagraniczne
  - pierwsze wręczenie Nagrody Goncourtów

## Nowe książki
- polskie
  - Jerzy Żuławski – Na srebrnym globie. Rękopis z Księżyca
  - Wacław Berent – Próchno
  - Karol Irzykowski
    - Pałuba
    - Sny Marii Dunin

- zagraniczne
  - Henry James – Ambasadorowie (The Ambassadors)
  - Jack London – Zew krwi (The Call of the Wild)

## Nowe dramaty
- polskie
  - Stanisław Wyspiański
    - Wyzwolenie
    - Bolesław Śmiały
- zagraniczne
  - Octave Mirbeau - Interes przede wszystkim (Les affaires sont les affaires)

## Urodzili się
- 3 stycznia – Aleksandr Bek, rosyjski pisarz (zm. 1972)
- 11 stycznia – Alan Paton, południowoafrykański pisarz, działacz społeczny i polityk (zm. 1988)
- 13 stycznia – Irena Jurgielewiczowa, polska pisarka (zm. 2003)
- 13 lutego – Georges Simenon, belgijski pisarz (zm. 1989)
- 30 stycznia – Jens August Schade, duński poeta i prozaik (zm. 1978)
- 11 lutego – Irène Némirovsky, francuskojęzyczna pisarka (zm. 1942)
- 13 lutego – Georges Simenon, belgijski pisarz, twórca komisarza Maigreta (zm. 1989)
- 17 lutego – Sadegh Hedajat, perski prozaik (zm. 1951)
- 20 lutego – Ella Maillart, szwajcarska pisarka, fotografka, podróżniczka (zm. 1997)
- 21 lutego:
  - Anaïs Nin, francuska pisarka (zm. 1977)
  - Raymond Queneau, francuski pisarz i poeta (zm. 1976)
- 24 lutego – Vladimir Bartol, słoweński pisarz, dramaturg, eseista, publicysta (zm. 1967)
- 15 marca – Józef Czechowicz, polski poeta (zm. 1939)
- 23 marca – Alejandro Casona, hiszpański poeta i dramaturg, przedstawiciel Pokolenia 27 (zm. 1965)
- 24 marca – Igor Newerly, polski prozaik (zm. 1987)
- 11 kwietnia – Misuzu Kaneko, japońska poetka (zm. 1930)
- 16 kwietnia – Teodor Goździkiewicz, polski pisarz (zm. 1984)
- 26 kwietnia
  - Niven Busch, amerykański pisarz (zm. 1991)
  - Anna Kowalska, polska pisarka (zm. 1969)
- 5 maja – Wacław Korabiewicz, polski reportażysta, poeta, podróżnik (zm. 1994)
- 13 maja
  - Helena Kozerska, polska bibliolog, bibliotekoznawca, rękopisoznawca (zm. 1993)
  - Reinhold Schneider, niemiecki dramaturg, poeta, krytyk (zm. 1958)
- 8 czerwca – Marguerite Yourcenar, francuska pisarka (zm. 1987)
- 17 czerwca – Michaił Swietłow, rosyjski poeta i dramaturg (zm. 1964)
- 18 czerwca – Raymond Radiguet, francuski pisarz, dramaturg i dziennikarz (zm. 1923)
- 23 czerwca – Hans Christian Branner, duński powieściopisarz i dramaturg (zm. 1966)
- 25 czerwca – George Orwell, brytyjski pisarz i publicysta (zm. 1950)
- 10 lipca – John Wyndham, brytyjski pisarz fantastyki naukowej (zm. 1969)
- 13 lipca – Kenneth Clark, brytyjski pisarz, historyk sztuki, krytyk sztuki (zm. 1983)
- 14 lipca – Irving Stone, amerykański pisarz (zm. 1989)
- 28 lipca – Silvina Ocampo, argentyńska poeta i prozaiczka (zm. 1993)
- 4 sierpnia – Klaus Herrmann, niemiecki pisarz (zm. 1972)
- 17 września
  - Frank O’Connor, irlandzki poeta, dramaturg i prozaik (zm. 1966)
  - Olavi Paavolainen, fiński pisarz (zm. 1964)
- 22 września – Morley Callaghan, kanadyjski dziennikarz, powieściopisarz i dramaturg (zm. 1990)
- 13 października – Takiji Kobayashi, japoński pisarz (zm. 1933)
- 17 października – Nathanael West, amerykański pisarz i scenarzysta (zm. 1940)
- 28 października – Evelyn Waugh, angielski pisarz (zm. 1966)
- 29 października – Mieczysław Jastrun, polski poeta i eseista (zm. 1983)
- 4 grudnia
  - Łazar Łagin, radziecki pisarz, scenarzysta i poeta (zm. 1979)
  - A.L. Rowse, brytyjski historyk, poeta, pamiętnikarz, biograf i krytyk (zm. 1997)
- 6 grudnia – Gajto Gazdanow, rosyjski pisarz emigracyjny, prozaik, krytyk literacki (zm. 1971)
- 17 grudnia – Erskine Caldwell, amerykański pisarz i publicysta (zm. 1987)
- 18 grudnia – Jan Brzękowski, polski poeta, pisarz i teoretyk sztuki (zm. 1983)
- 31 grudnia – Ilarie Voronca, rumuński poeta pochodzenia żydowskiego, awangardzista (zm. 1946)

Data dzienna nieznana:
- Alfred Duggan, angielski historyk i powieściopisarz (zm. 1964)

## Zmarli
- 6 marca – Gaston Paris, francuski filolog, badacz średniowiecznej literatury francuskiej (ur. 1839)
- marzec – Eugène Cormon, francuski dramatopisarz (ur. 1810 lub 1811)
- 11 lub 24 marca – Aleksandr Suchowo-Kobylin, rosyjski dramaturg (ur. 1817)
- 14 marca – Ernest Legouvé, francuski dramaturg, poeta, prozaik, publicysta i pedagog (ur. 1807)
- 30 kwietnia – Paul du Chaillu, amerykański podróżnik i pisarz (ur. 1835)
- 22 maja – Misao Fujimura, japoński poeta (ur. 1886)
- 11 lipca – William Ernest Henley, angielski krytyk i poeta (ur. 1849)
- 10 października – Waleria Marrené-Morzkowska, polska pisarka, publicystka, krytyczka literacka (ur. 1832)
- 30 października – Kōyō Ozaki, japoński pisarz, poeta i dziennikarz (ur. 1868)
- 1 listopada – Theodor Mommsen, niemiecki historyk, poeta, noblista (ur. 1817)
- 28 grudnia – George Gissing, angielski pisarz (ur. 1857)

## Nagrody
- Nagroda Nobla – Bjørnstjerne Bjørnson
- Nagroda Goncourtów – John Antoine Nau, Wroga siła (Force ennemie)